# Kyle Austin
Kyle Armahni Austin (Pasadena, 18 ottobre 1988) è un cestista statunitense.